# Вулиця Старозамкова (Івано-Франківськ)
Вулиця Старозамкова — вулиця в Івано-Франківську. Знаходиться в центральній частині міста між площею Ринок і палацом Потоцьких. Одна з найкоротших вулиць Івано-Франківська — на ній лише два будинки.

## Історія
Вулиця починається від Станіславської вулиці і веде повз огорожу базару до вулиці Шпитальної. На вулиці лише два будинки, крім того, один із них є наріжним і відноситься до іншої вулиці.
У дорадянські часи вулиці не було взагалі. На місці нинішнього речового ринку фірми «Траян» у давні часи сформувалася площа, що називалася Тринітарською. У час ЗУНР площа названа пл. Свободи.
Базар до 1935 року розташовувався довкола ратуші на Ринковій площі, а вищевказаного року торгівлю перенесли на Тринітарську площу.
Будинки, які виходять фасадами на Тринітарську площу, мали № 1 і 2а. Обидва вони є цінними пам'ятками історії й архітектури. Двоповерховий будинок № 1 — колишній монастир католицького ордену тринітарів, збудований 1732 року. З установленням австрійської влади діяльність монастиря була припинена. Австрійці розмістили в колишніх келіях суд і тюрму, за Польщі тут були різні громадські організації, в радянські часи — обласне та міське управління торгівлі, зараз — торгові заклади й офіси підприємств.
Будинок № 2а зведений як приватна кам'яниця 1842 року. Він був важливим у політичному житті міста, позаяк його орендувала окружна адміністрація. Під час «весни народів» 1848 року перед будинком відбувся відомий антиурядовий виступ гімназійної молоді, під час якого від австрійського багнета загинув гімназист С. Гошовський. Від 1892-го до радянських часів будинок займала державна вчительська семінарія.
Нинішня назва — від 1945 року. Походить від того, що вулиця веде до старого феодального замку.